# Imperial (Texas)
Imperial és una concentració de població designada pel cens dels Estats Units a l'estat de Texas. Segons el cens del 2000 tenia 428 habitants.

## Demografia
Segons el cens del 2000, Imperial tenia 428 habitants, 156 habitatges, i 126 famílies. La densitat de població era de 39,1 habitants per km².
Dels 156 habitatges en un 34,6% hi vivien nens de menys de 18 anys, en un 68,6% hi vivien parelles casades, en un 7,1% dones solteres, i en un 18,6% no eren unitats familiars. En el 18,6% dels habitatges hi vivien persones soles el 8,3% de les quals corresponia a persones de 65 anys o més que vivien soles. El nombre mitjà de persones vivint en cada habitatge era de 2,74 i el nombre mitjà de persones que vivien en cada família era de 3,09.
Per edats la població es repartia de la següent manera: un 28,7% tenia menys de 18 anys, un 7,9% entre 18 i 24, un 22% entre 25 i 44, un 27,1% de 45 a 60 i un 14,3% 65 anys o més.
L'edat mediana era de 40 anys. Per cada 100 dones de 18 o més anys hi havia 117,9 homes.
La renda mediana per habitatge era de 24.375 $ i la renda mediana per família de 28.333 $. Els homes tenien una renda mediana de 35.938 $ mentre que les dones 20.938 $. La renda per capita de la població era de 16.464 $. Aproximadament el 18,5% de les famílies i el 24,4% de la població estaven per davall del llindar de pobresa.

## Poblacions més properes
El següent diagrama mostra les poblacions més properes.